# Redwood Empire
 (mars 2023).
Si vous disposez d'ouvrages ou d'articles de référence ou si vous connaissez des sites web de qualité traitant du thème abordé ici, merci de compléter l'article en donnant les références utiles à sa vérifiabilité et en les liant à la section « Notes et références ».

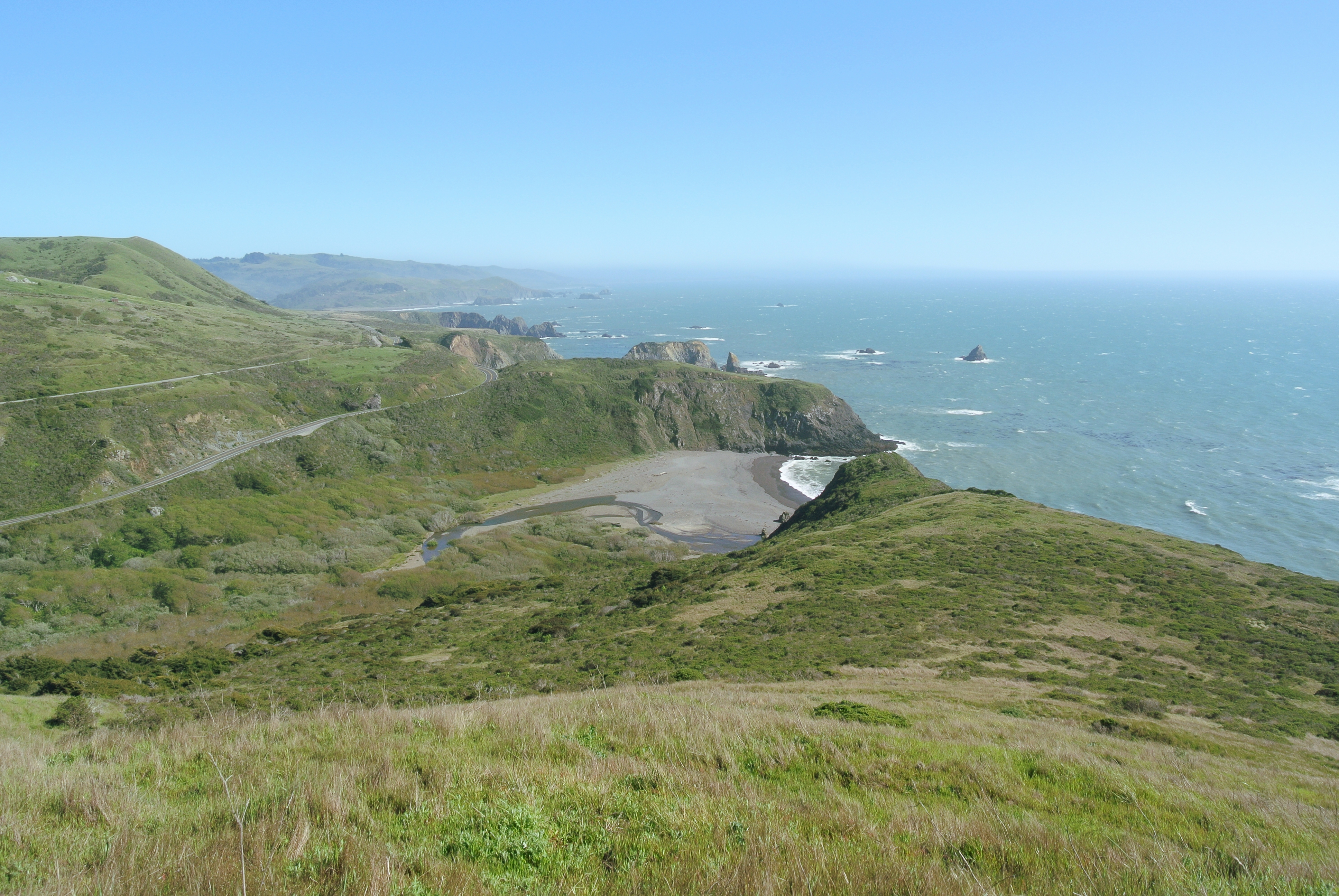
Côte au nord de Jenner.

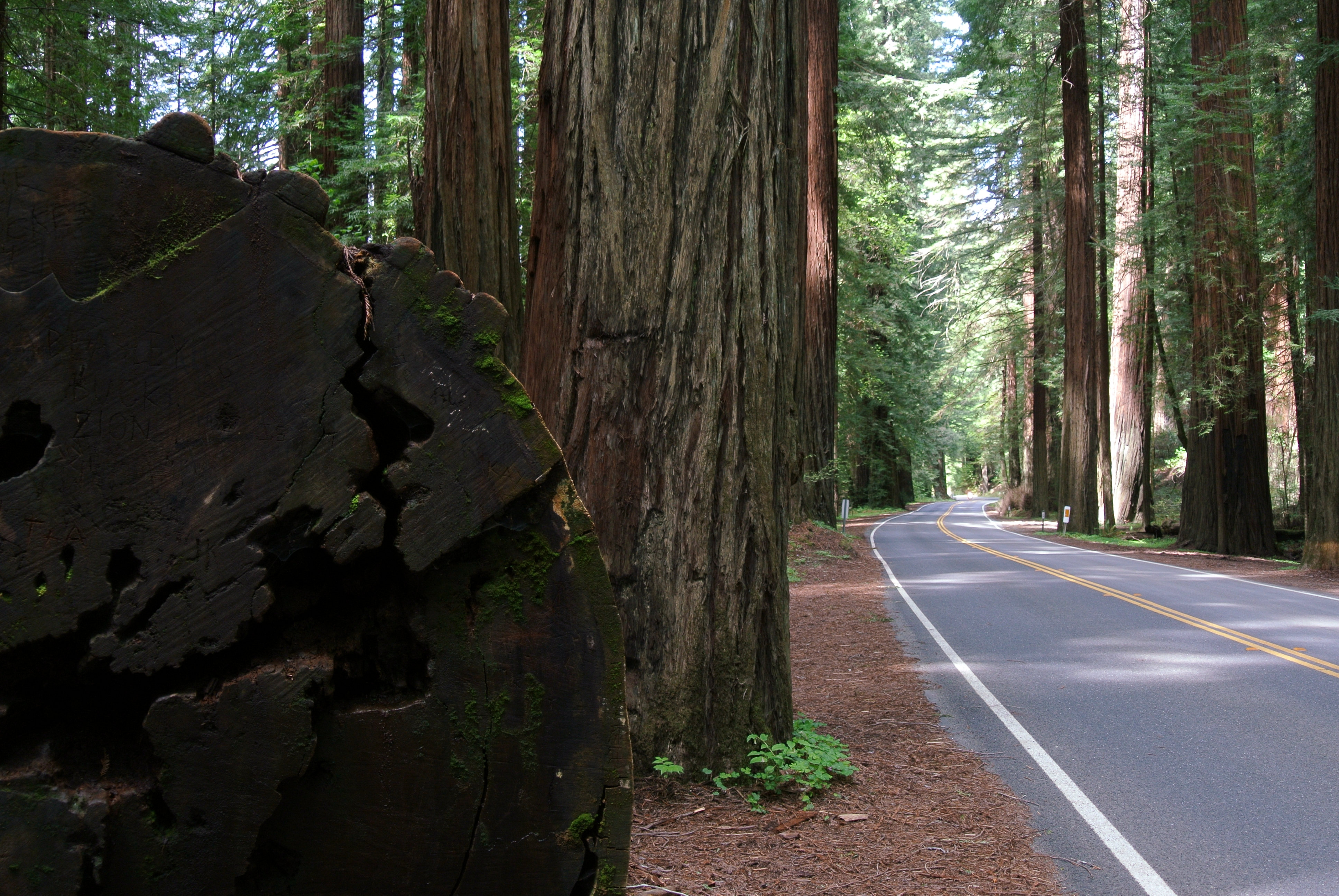
Route d'état 254 (Avenue of the Giants) et séquoias à feuilles d'if dans le parc d'État de Humboldt Redwoods.

Le Redwood Empire (Redwood Coast ou North Coast) est une région de Californie qui s’étire de San Francisco jusqu'à l’État de l’Oregon. Elle est composée de huit comtés faisant front à l’océan Pacifique ou à la baie de San Francisco. Cette région forestière, qui s’étend jusqu'à 80 km à l’intérieur des terres, est plantée de séquoias géants pouvant atteindre 110 m de haut. La région empiète sur la région Wine Country.

## Les comtés
Les comtés faisant partie de la région sont : le comté de Marin, le comté de Sonoma, le comté de Napa, le comté de Lake, le comté de Mendocino, le comté de Humboldt et le comté de Del Norte.

## Les parcs
La région inclut le parc d'État de Humboldt Redwoods, Le Prairie Creek Redwood State Park, Le Del Norte Redwood State Park, le Jedediah Smith Redwood State Park et le parc national de Redwood. L’ensemble de ces parcs recouvre plus de 45 pour cent de la forêt d’anciens séquoias.